# Hasan Ali Mete
Hasan Ali Mete (né le 24 octobre 1966 à Erzincan) est un acteur turc résidant en Allemagne.

## Biographie
Hasan Ali Mete s'est rendu en Allemagne en 1971 avec sa famille puis retourne en 1979 en Turquie et passe son baccalauréat à Istanbul.
En 1991 il revient en Allegamne. À Berlin, où il vit, il étudie la langue et la littérature allemandes, le théâtre et les sciences politiques.
Il fait ses débuts sur scène en jouant divers rôles principaux dans des théâtres pour jeunes d'Istanbul. Puis, en 1993, il est assistant de réalisation au Théâtre Turc de Berlin et les années suivantes il se produit dans divers rôles titres. Hasan Ali Mete joue dans divers film TV et séries de chaînes allemandes (p. ex. Lindenstraße) ainsi que pour le cinéma.

## Filmographie partielle
- 1996: En quête de preuves – Ganovenehre
- 1998: Lola und Bilidikid
- 1998–2000: Lindenstraße
- 1999: Aprilkinder
- 1999: Alles Bob!
- 1999: Tatort : Drei Affen
- 2002: Duo de maîtres
- 2005: Kebab Connection
- 2005: Hacivat und Karagöz
- 2005: Flightplan – Ohne jede Spur
- 2006: Last Looks
- 2009: Der Staatsanwalt – Schwesternliebe
- 2010: Tod in Istanbul
- 2017 : Téhéran Tabou d'Ali Soozandeh